# 刘崑水
刘崑水（1914年—？），也作刘昆水，男，浙江宁波人，中国社会活动家，曾任中国民主建国会中央委员会常务委员，第二、三、四、五、六、七届全国政协委员。